# Vena emiazygos
La vena emiazygos è una vena impari che confluisce nella vena azygos e quindi al sistema della vena cava superiore. È una vena priva di valvole.

## Caratteristiche
Origina a sinistra come continuazione della vena lombare ascendente sinistra quando essa riceve la vena sottocostale; talvolta alla sua origine contribuisce un ramo proveniente dalla vena renale di sinistra. Passa tra i pilastri mediale sinistro e intermedio del diaframma. Risale nel mediastino posteriore, a sinistra dei corpi vertebrali,  passando davanti alle arterie intercostali sinistre e dietro all'aorta.

A livello dell'ottava vertebra toracica  incrocia la colonna vertebrale passando davanti ai corpi delle vertebre, posteriormente ad aorta toracica, dotto toracico ed esofago, per raggiungere la vena azygos.
I suoi rami affluenti sono le ultime 5-6 vene intercostali di sinistra e numerose piccole vene mediastiniche.